# Beaumont-Hamel British Cemetery
Le Beaumont-Hamel British Cemetery (cimetière militaire britannique de Beaumont-Hamel) est un cimetière militaire de la Première Guerre mondiale, situé sur le territoire de la commune de Beaumont-Hamel, dans le département de la Somme, au nord-est d'Amiens.

## Localisation
Ce cimetière est situé à 500 m à l'ouest du village en empruntant la D 163, en direction d'Auchonvillers. On y accède par un chemin agricole d'une centaine de mètres. Ce cimetière est situé à proximité du 8th Argyll and Sutherland Highlanders Memorial.

## Histoire

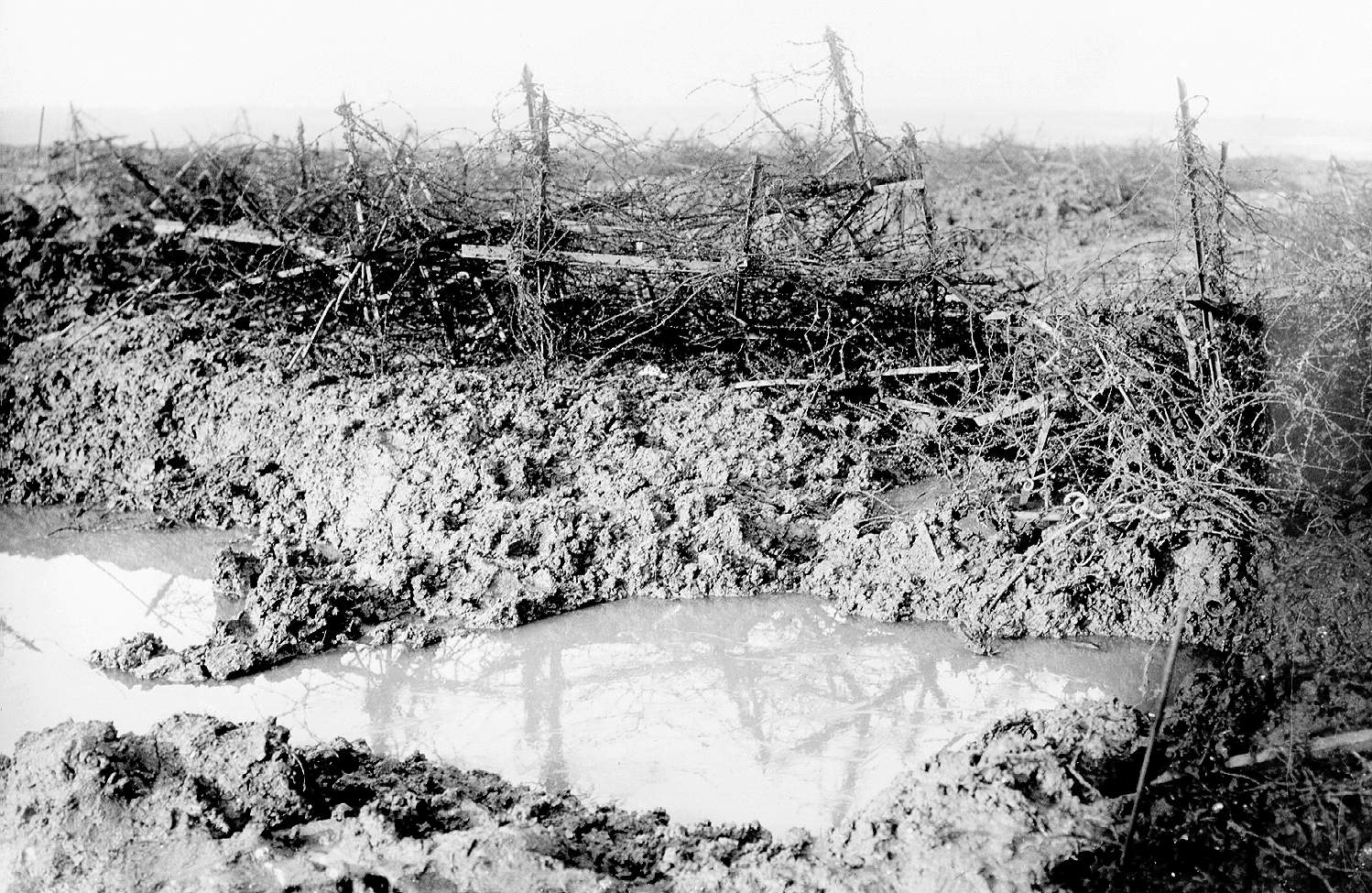
Photo d'un champ de barbelés de Beaumont-Hamel en 1916.

Aux mains des Allemands depuis le début de la guerre, Beaumont-Hamel est attaqué et atteint le 1er juillet 1916, premier jour de la bataille de la Somme, mais il ne peut être tenu. Il a été attaqué à nouveau, et cette fois pris, le 13 novembre 1916. Ce cimetière britannique (initialement intitulé V Corps Cemetery No.23) a été créé par des unités participant à cette opération et aux opérations suivantes jusqu'en février 1917. Il a été agrandi après l'armistice lorsque des tombes ont été apportées des champs de bataille environnants.
 Le cimetière contient maintenant 179 sépultures du Commonwealth dont 82 des sépultures ne sont pas identifiées.

## Caractéristiques
Le cimetière a un plan rectangulaire très allongé de 60 m sur 10. Il est clos par une haie d'arbustes.
Le cimetière a été conçu par WH Cowlishaw.

## Sépultures
| Pays        | Sépultures |
| ----------- | ---------- |
| Royaume-Uni | 177        |
| Canada      | 2          |
| Allemagne   | 2          |
| Total       | 181        |

## Galerie

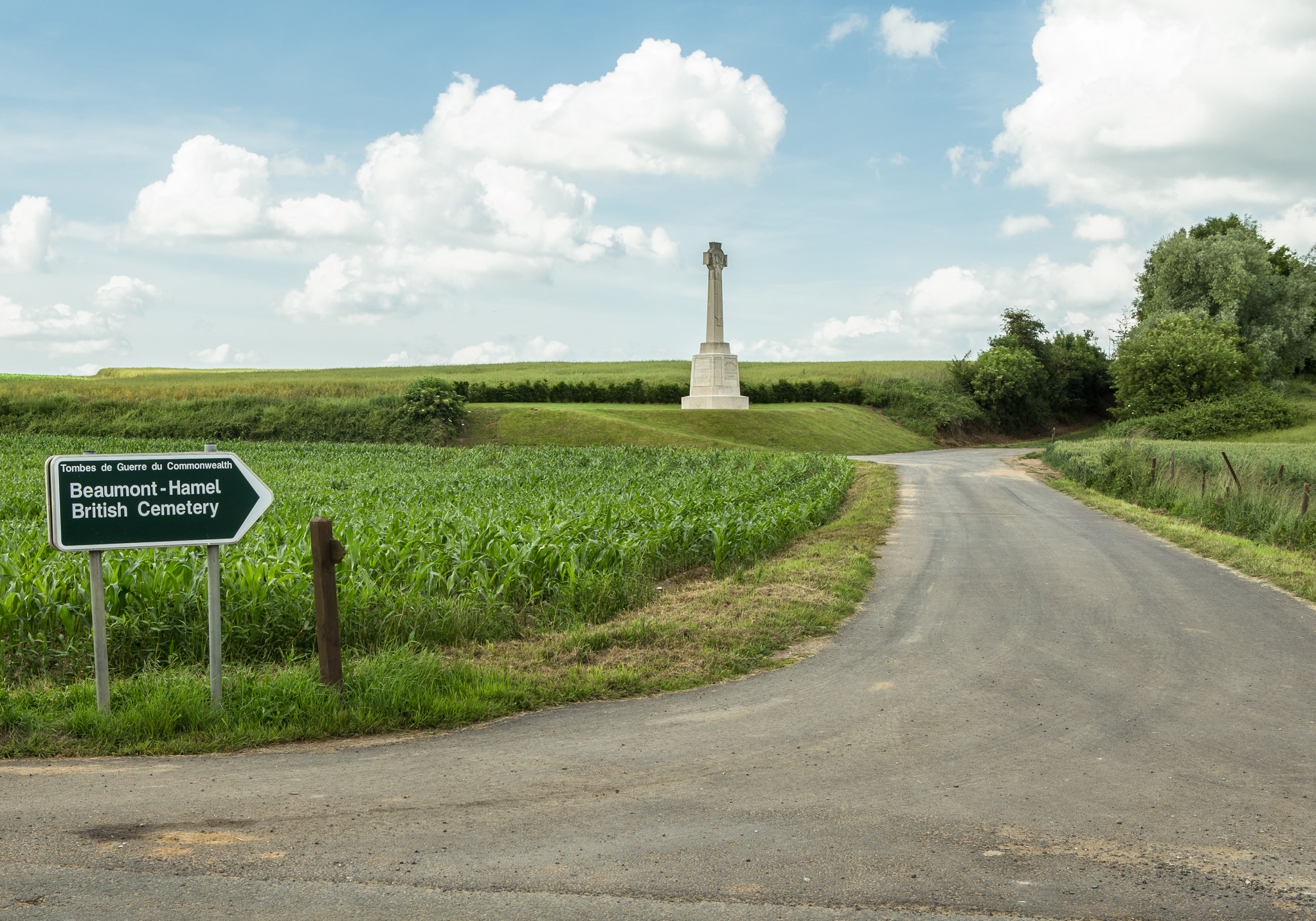
Ce cimetière est situé à proximité du 8th Argyll and Sutherland Highlanders Memorial.
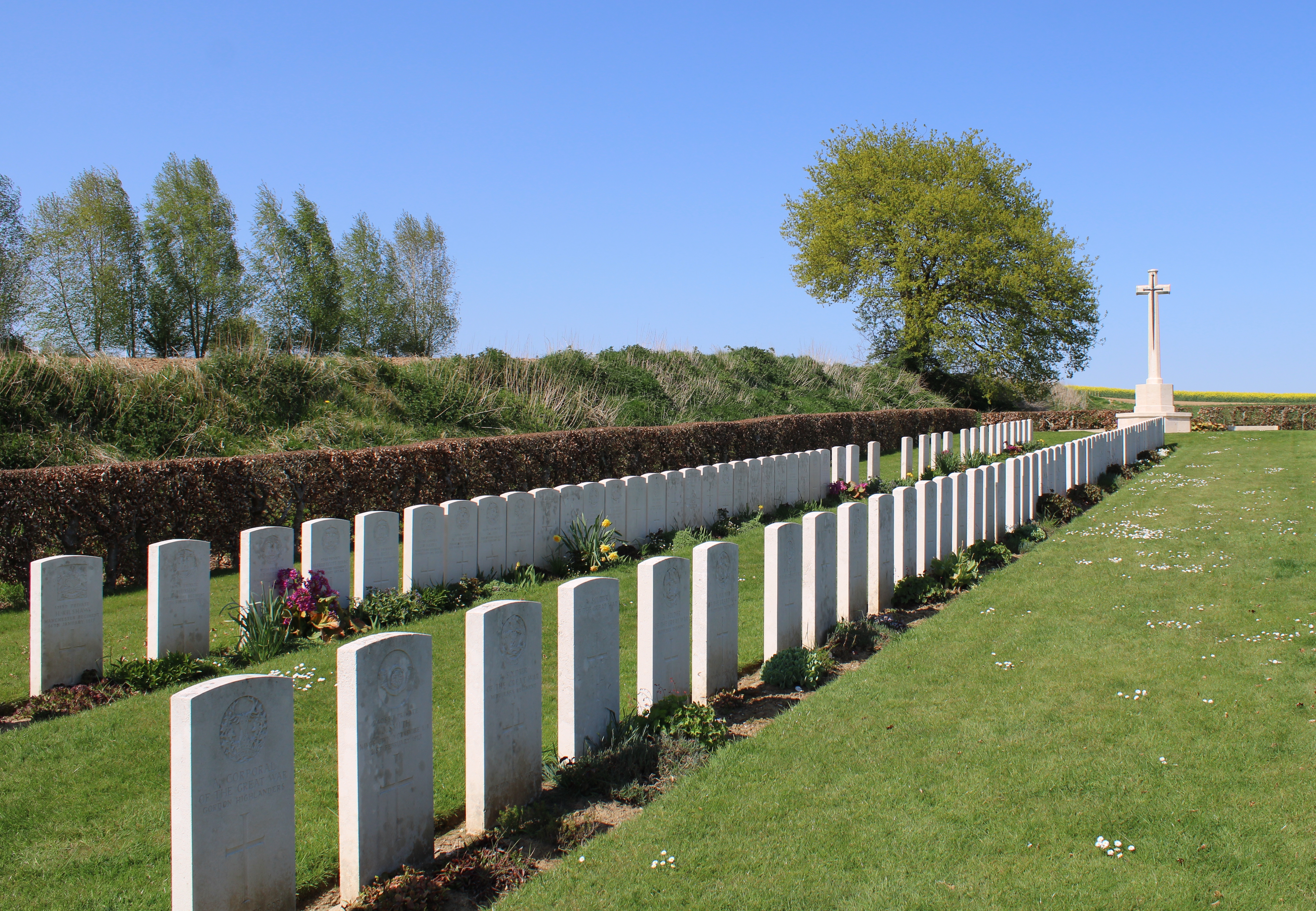
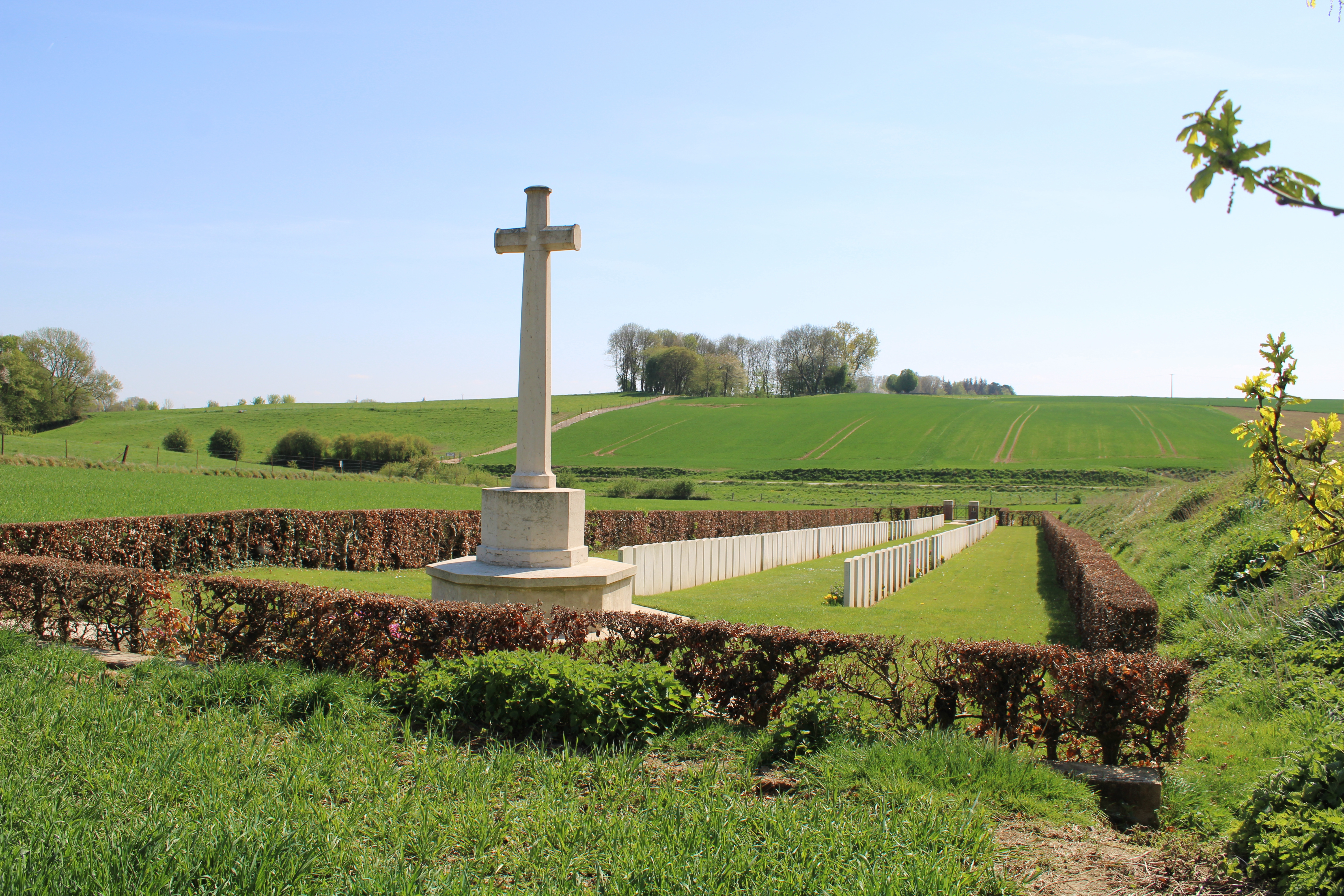
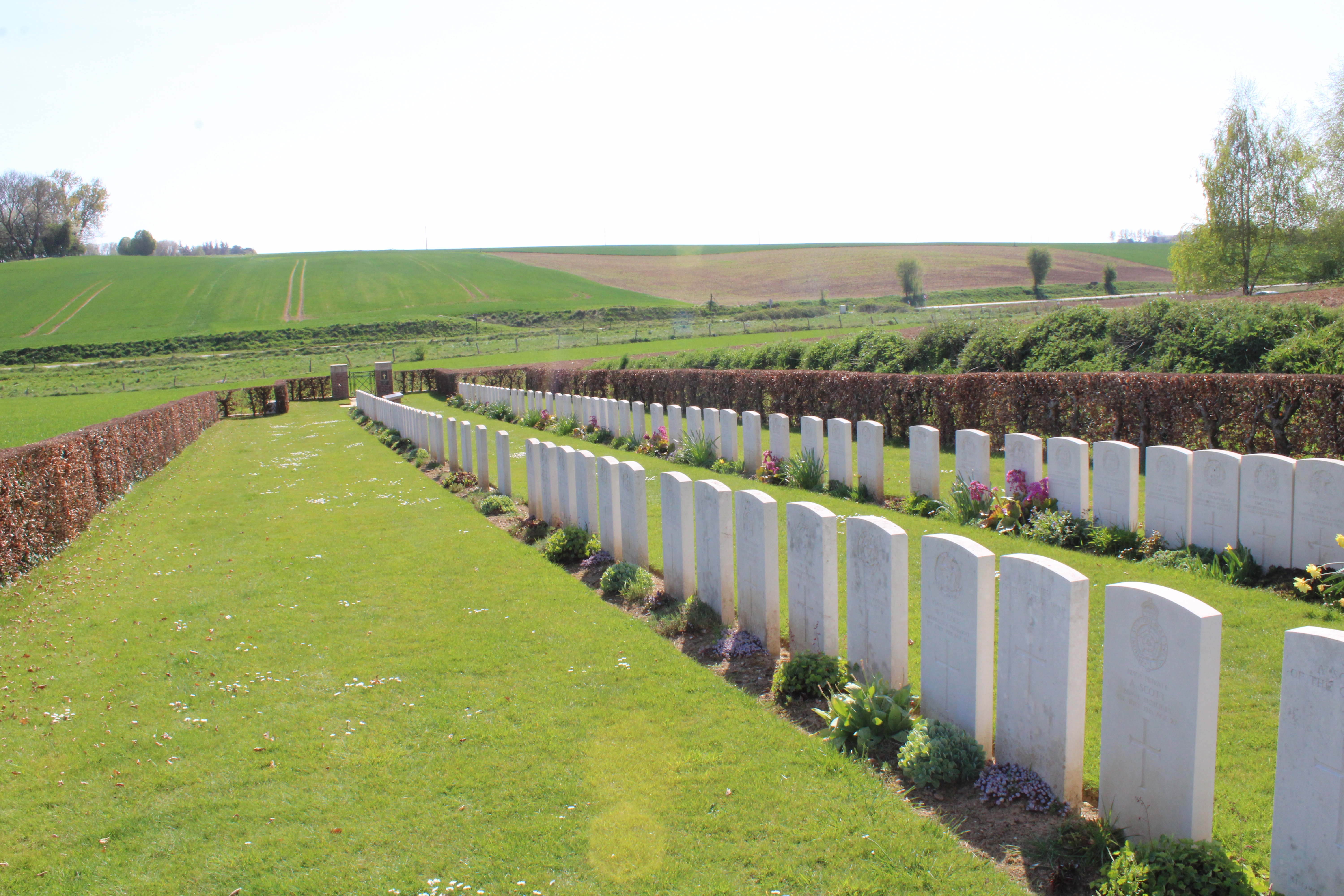
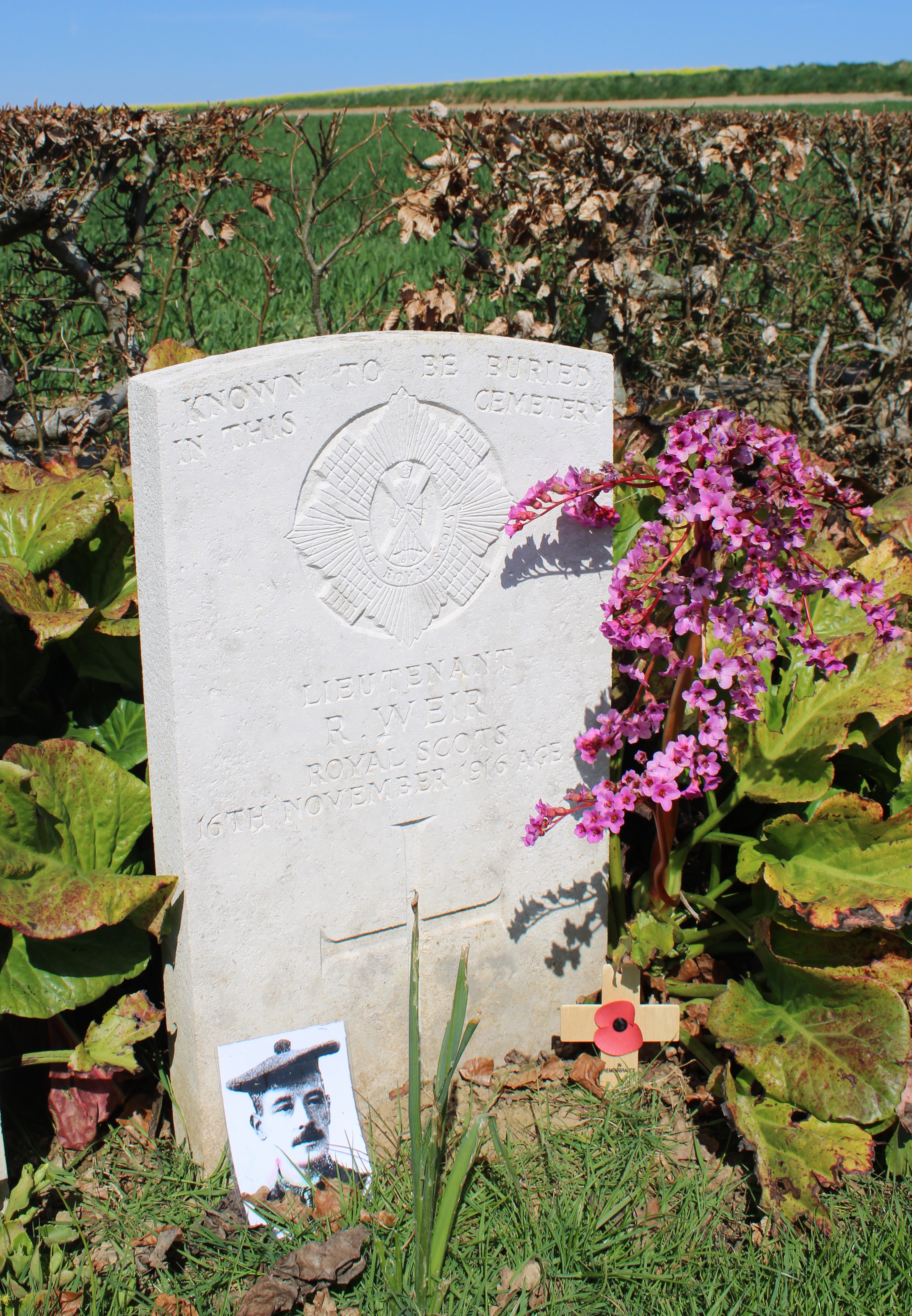
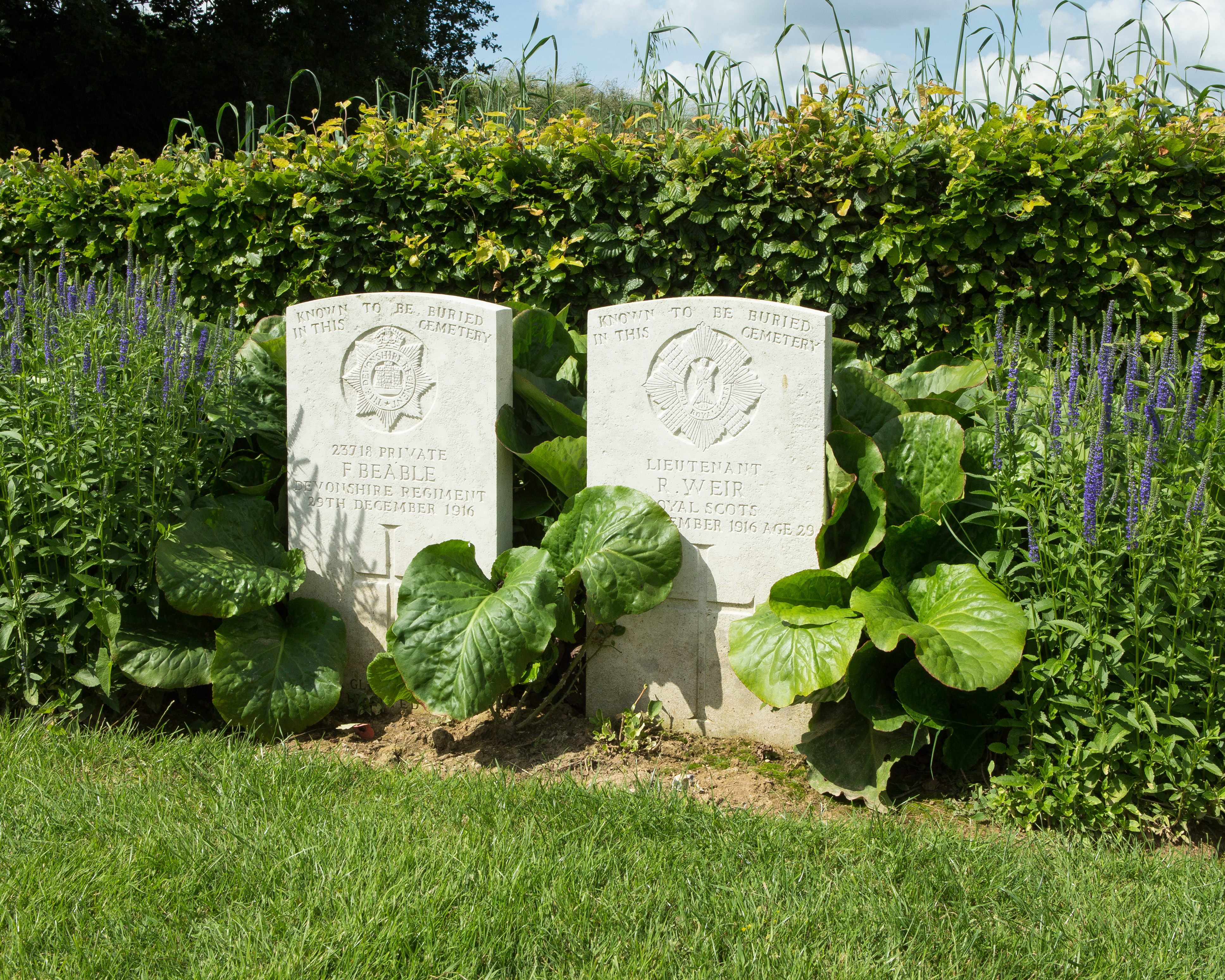